# Nachal Chadera
Nachal Chadera (hebrejsky: נחל חדרה, arabsky: Nahr Mifdžir, na středním toku Abu Nay, na horním toku Vádí al-Siach) je vádí na Západním břehu Jordánu a v Izraeli.

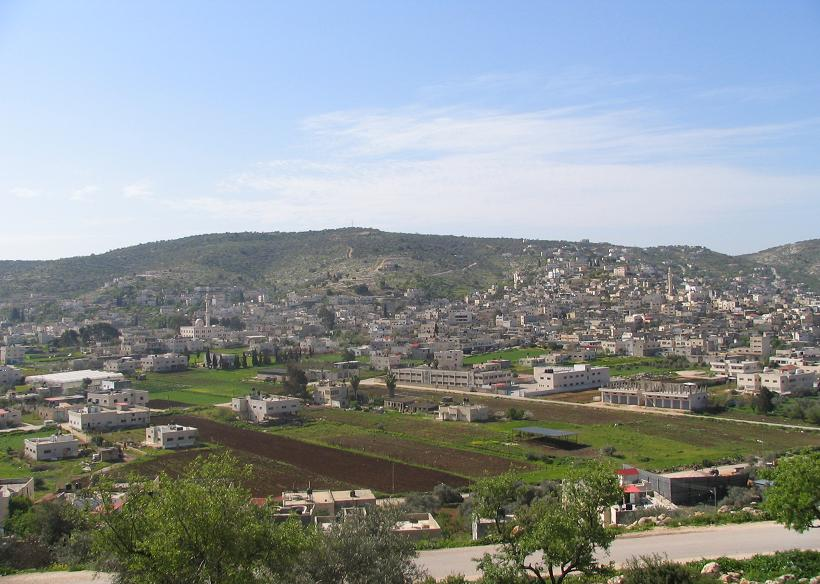
Město Kabatija na horním toku Nachal Chadera

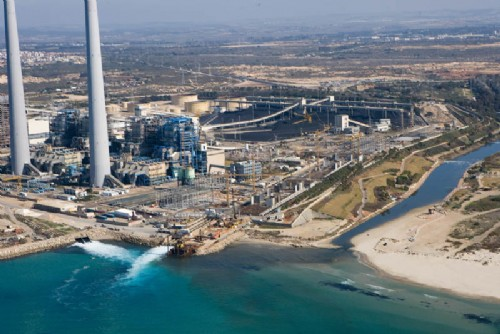
Ústí Nachal Chadera u elektrárny Orot Rabin

Začíná v kopcovitém terénu v severní části Samařska, jihovýchodně od města Dženín. Vede pak k západu, k městu Kabatija, kde se stáčí k severu a vstupuje do Dotanského údolí (Sachl Araba), kterým prochází podélně, od východu k západu. Poblíž vesnice Mevo Dotan na západním konci údolí vchází do soutěsky sevřené okolními svahy a směřuje stále k západu, byť s četnými oblouky. Na území Izraele vstupuje ve městě Baka-Džat, kterým přímo prochází a odděluje jeho části Baka al-Garbija a Džat. Pak Nachal Chadera vchází do rovinaté krajiny v pobřežní planině a stáčí se k severozápadu. Ze severu obchází město Chadera a ústí do Středozemního moře poblíž elektrárny Orot Rabin.
Na většině své délky nejde o stálý vodní tok. Vzhledem k dlouhodobému znečištění byl spuštěn program obnovy ekosystému v Nachal Chadera. Uvažuje se o prohlášení za národní park.
V roce 1946 napsal básník Natan Jonatan, ve které popisuje krásy Nachal Chadera:
- "חופים הם לפעמים געגועים לנחל, ראיתי פעם חוף שנחל עזבו..." ˇ

„Plážím se někdy stýská po řekách. Viděl jsem jednou pláž, kterou opustila řeka.“
Narážel tím na stav během letní suché sezóny, kdy nízký stav vody vede k tomu, že koryto končí v písku a neproudí do moře.